# 北卡罗来纳州劳工专员
北卡罗来纳州劳工专员（英語：North Carolina Commissioner of Labor）是由美國北卡羅萊納州全州选举产生的宪法职务，主管州劳工部。根据北卡罗来纳州一般法规，劳工专员拥有广泛的监管与执法权力，致力于保障全州劳工的福祉。该职位同时为州务委员会成员。现任专员卢克·法利于2025年1月就职。
劳工部的前身为劳动统计局，由州议会于1887年设立，最初由州长任命劳工统计专员。后来州议会于1899年通过法案，自1900年大选起劳工专员改由公众选举产生，任期四年。1944年，该职位被正式列入宪法。

## 官职历史
在“劳工骑士团”游说下，北卡罗来纳州议会于1887年设立劳动统计局，作为州农业、移民与统计部下属机构。该局由劳工统计专员领导，由州长提名并经州参议院批准任命。在首席书记及其他助手协助下，专员负责收集工人的工时、工资、教育及财务信息，并致力于推动劳工在精神、物质、社会和道德方面的福祉。专员需每年向州议会和媒体提交报告。首任专员为韦斯利·N·琼斯。1899年，州议会将劳动统计局升格为独立机构，命名为劳工与印务局，除继续收集统计资料外，还承担州政府文件的印刷工作。同时专员职务改为由公众选举产生，任期四年，自1900年选举起施行，过渡期间由议会指定临时专员，亨利·B·瓦尔纳成为首位民选专员。法案还设立了助理专员一职，须由具备印务经验者担任。
1919年，劳工与印务局更名为劳工和印务局。1931年，州议会对其进行重组，并将名称更改为“劳工部”，这项立法为该部门逐渐发展成为一个管理影响北卡罗来纳州大多数公民的法律和项目的机构奠定了广泛的基础。1944年，劳工专员职位被正式列入宪法。1968年，宪法研究委员会建议由州长任命劳工专员，以通过缩短选票减轻选民负担，但该建议在1971年州宪法修订时未被州议会采纳。
劳工专员一职在北卡罗来纳州历史上通常并不具有显著的政治权力或影响力。谢丽·贝里于2001年当选为劳工专员，是首位当选该职位的女性。2005年，贝里开始在全州电梯的劳工部检验证书上印上自己的照片，此举为她本人及劳工专员办公室带来了更高的公众关注，也使她获得了“电梯女王”的称号。贝里是任职时间最长的劳工专员，其继任者乔希·多布森于2023年停止在检验证书上印照片的做法。现任专员卢克·法利于2025年1月2日就职。

## 权责及架构

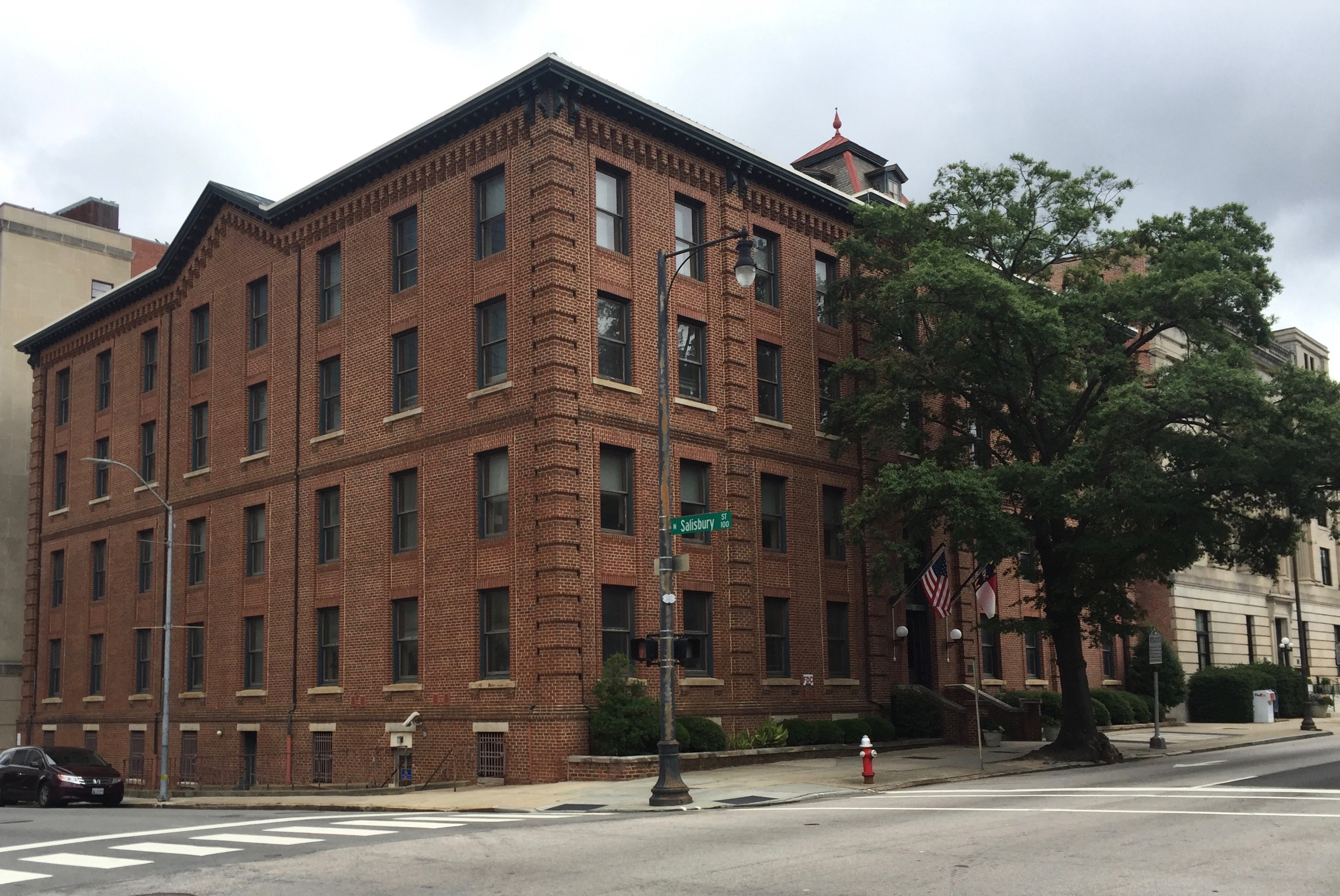
劳工专员办公室所在地为罗利劳工大厦

根据《北卡罗来纳州宪法》第三条第七款，劳工专员每四年由普选产生，任期不设上限。如出现职位空缺，州长有权任命继任者，直至下一次州议会选举时通过选举产生新的专员。根据宪法第三条第八款，劳工专员为州务委员会成员，在州长继任顺位中列第十位。
根据法律规定，北卡罗来纳州劳工部负责保障全州劳动者的“健康、安全与整体福祉”。根据北卡罗来纳州一般法规，劳工专员拥有广泛的监管与执法权力，领导劳工部及其下属各局。截至2025年5月，劳工部共有349名员工，均受《州人力资源法》管理。劳工专员在制定政策和推进项目时接受五个法定委员会的咨询。与所有国务委员会成员一样，专员的薪酬由州议会决定，任期内不得削减。截至2025年，劳工专员年薪为168,384美元。专员办公室位于罗利市伊登顿西街的劳工大楼，该楼原为北卡罗来纳州最高法院的所在地。

## 劳工专员列表

### 州长任命时期
| 任次 | 专员 | 专员              | 在任时间        | 来源  |
| ---- | ---- | ----------------- | --------------- | ----- |
| 1    |      | 韦斯利·N·琼斯     | 1887年 – 1889年 | [ 5 ] |
| 2    |      | 约翰·C·斯卡伯勒   | 1889年 – 1892年 | [ 5 ] |
| 3    |      | 威廉·I·哈里斯     | 1892年 – 1893年 | [ 5 ] |
| 4    |      | 本杰明·R·莱西     | 1893年 – 1897年 | [ 5 ] |
| 5    |      | 詹姆斯·Y·哈姆里克 | 1897年 – 1899年 | [ 5 ] |
| 6    |      | 本杰明·R·莱西     | 1899年 – 1901年 | [ 5 ] |

### 改为民选后
| 任次 | 专员 | 专员                | 在任时间        | 党派   | 来源   |
| ---- | ---- | ------------------- | --------------- | ------ | ------ |
| 1    |      | 亨利·B·瓦尔纳       | 1901年 – 1909年 | 民主党 | [ 5 ]  |
| 2    |      | 米切尔·L·希普曼     | 1909年 – 1925年 | 民主党 | [ 5 ]  |
| 3    |      | 富兰克林·D·格里斯特 | 1925年 – 1933年 | 民主党 | [ 5 ]  |
| 4    |      | 阿瑟·L·弗莱彻       | 1933年 – 1938年 | 民主党 | [ 5 ]  |
| 5    |      | 福里斯特·H·舒福德   | 1938年 – 1954年 | 民主党 | [ 5 ]  |
| 6    |      | 弗朗克·克兰         | 1954年 – 1973年 | 民主党 | [ 5 ]  |
| 7    |      | 威廉·C·克里尔       | 1973年 – 1975年 | 民主党 | [ 5 ]  |
| 8    |      | 小托马斯·埃弗里·奈  | 1975年 – 1977年 | 共和党 | [ 5 ]  |
| 9    |      | 约翰·C·布鲁克斯     | 1977年 – 1993年 | 民主党 | [ 5 ]  |
| 10   |      | 哈里·佩恩           | 1993年 – 2000年 | 民主党 | [ 5 ]  |
| 11   |      | 谢丽·贝里           | 2001年 – 2021年 | 共和党 | [ 28 ] |
| 12   |      | 乔希·多布森         | 2021年 – 2024年 | 共和党 | [ 29 ] |
| 13   |      | 凯文·奥巴尔         | 2024年 – 2025年 | 民主党 | [ 29 ] |
| 14   |      | 卢克·法利           | 2025年至今      | 共和党 | [ 17 ] |

## 引用著作
- Guillory, Ferrel.  (PDF). N.C. Insight (N.C. Center for Public Policy Research). June 1988: 40–44.
- . Raleigh: North Carolina Secretary of State. 2001. OCLC 436873840.
- . Raleigh: North Carolina Department of the Secretary of State. 2011. OCLC 2623953.
- Orth, John V.; Newby, Paul M.  second. Oxford University Press. 2013. ISBN 9780199300655.
- Simon, Bryant. . Chapel Hill: The University of North Carolina Press. 2020. ISBN 9781469661377.
- Smith, Jacob F. H.; Weinberg, Neil. . American Politics Research. 2016, 44 (3): 496–522. S2CID 156042718. doi:10.1177/1532673X15602755.